# Zanthoxylum coriaceum
Zanthoxylum coriaceum är en vinruteväxtart som först beskrevs av Nicaise Auguste Desvaux och William Hamilton, och fick sitt nu gällande namn av Wilhelm Gerhard Walpers. Zanthoxylum coriaceum ingår i släktet Zanthoxylum och familjen vinruteväxter. Inga underarter finns listade i Catalogue of Life.